# Åker Station
Åker Station (Åker stoppested) var en jernbanestation på Rørosbanen, der lå ved vigen Åkersvika i Hamar kommune i Norge.
Stationen åbnede som trinbræt 23. juni 1862, da den første del af banen mellem Hamar og Grundset blev taget i brug. Oprindeligt hed den Ager, men den skiftede navn til Aker i 1877, til Aaker i april 1894 og endelig til Åker i april 1921. Den blev udvidet med et sidespor i 1872 og opgraderet til holdeplads i 1877. Den blev nedgraderet til trinbræt igen 1. december 1931. Den blev nedlagt 1. juni 1986.
Stationsbygningen var egentlig en banevogterbolig, der blev opført til åbningen i 1862 efter tegninger af Georg Andreas Bull. Bygningen er nu solgt fra til private. Den er fredet i henhold til kulturminneloven.